# Периодичната система (Примо Леви)
„Периодичната система“ (на италиански: Il Sistema Periodico) е сборник кратки разкази от Примо Леви, публикуван през 1975 година, по името на периодичната система на Дмитрий Менделеев в химията. На български език книгата е преведена от Нева Мичева и издадена като част от поредицата „Кратки разкази завинаги“ на издателство „Жанет 45“, художник на корицата е Люба Халева.
Въпреки че разказите в сборника имат автобиографичен характер, през 2006 година, Кралската институция на Великобритания обявява книгата за най-добрата научна книга на всички времена, изпреварвайки книги като „Себичният ген“ на Ричард Докинс, „Соломоновият пръстен“ на Конрад Лоренц, „Пътешествие около света с кораба „Бигъл““ на Чарлз Дарвин и „Гьодел, Ешер, Бах“ на Дъглас Хофстатър.

## Адаптации
Книгата е драматизирана за радиослушатели от BBC Radio 4 през 2016 г. Драматизацията е излъчена в 12 епизода с гласовете на Хенри Гудман и Акбар Курта като Примо Леви.